# Capasa obnubilata
Capasa obnubilata är en fjärilsart som beskrevs av Louis Beethoven Prout 1929. Capasa obnubilata ingår i släktet Capasa och familjen mätare. Inga underarter finns listade i Catalogue of Life.